# Johan van Arnhem
J.W. (Johan) van Arnhem (Jakarta, 25 januari 1979) is een Nederlands dirigent en bestuurder.

## Biografie

### Jeugd
Van Arnhem werd geboren in de Indonesische hoofdstad Jakarta. Zijn roepnaam was aanvankelijk Tono. Hij bracht zijn eerste levensjaren door in een kindertehuis. Toen hij zeven maanden oud was werd hij door een Duits echtpaar vanuit Indonesië meegenomen naar het vliegveld van Frankfurt am Main alwaar ze hem overhandigde aan een christelijk gezin uit Montfoort die hem vervolgens meenamen naar Nederland. Hierbij kreeg hij zijn adoptienaam Johan. Hij heeft zijn biologische ouders nooit gekend. In Nederland doorliep hij de mavo en havo op de Pieter Zandt Scholengemeenschap. Aansluitend ging hij naar de pabo aan de Driestar hogeschool in Gouda. Hij las daar ook veel kinderboeken over adoptie.

### Carrière
Van Arnhem begon zijn loopbaan als leerkracht op de Koning Willem-Alexanderschool in Staphorst. In 2005 werd hij dirigent van het hervormde kinderkoor "Cantilena". Hij legde in 2014 deze functie neer maar bleef wel in het bestuur van dit koor. Hij was tevens korte tijd schooldirecteur van de Petrus Dathenusschool in Urk. Hij is daarnaast ook manager van concertorganist Marco den Toom. Sinds 2022 is hij projectleider bij stichting "En dan ben je leraar". Er verschenen tevens enkele cd's van hem met liederen van het kinderkoor "Cantilena" en arrangeerde hij liederen.

### Privé
Van Arnhem is getrouwd en heeft drie kinderen.

## Discografie
- Cantilena zingt en musiceert
- De dag door Uwe gunst ontvangen
- God heb ik lief

## Liederen
- Psalm 107
- 'k Wil U o God mijn dank betalen
- Roept uit aan alle stranden